# Pomnik Umschlagplatz

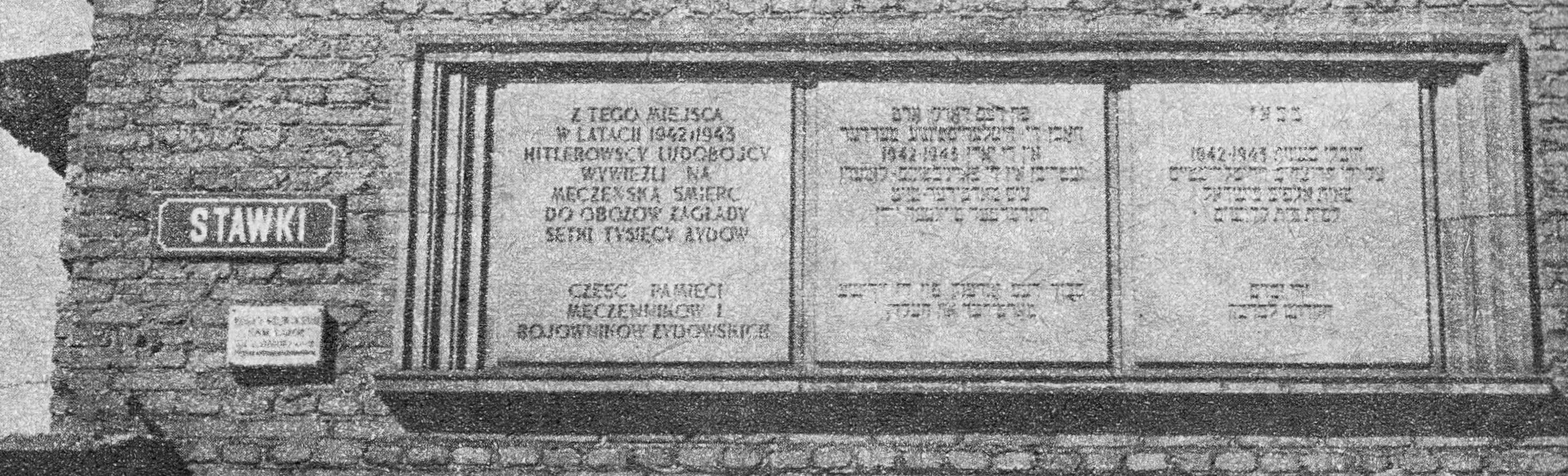
Pierwsze upamiętnienie Umschlagplatzu z 1946 roku

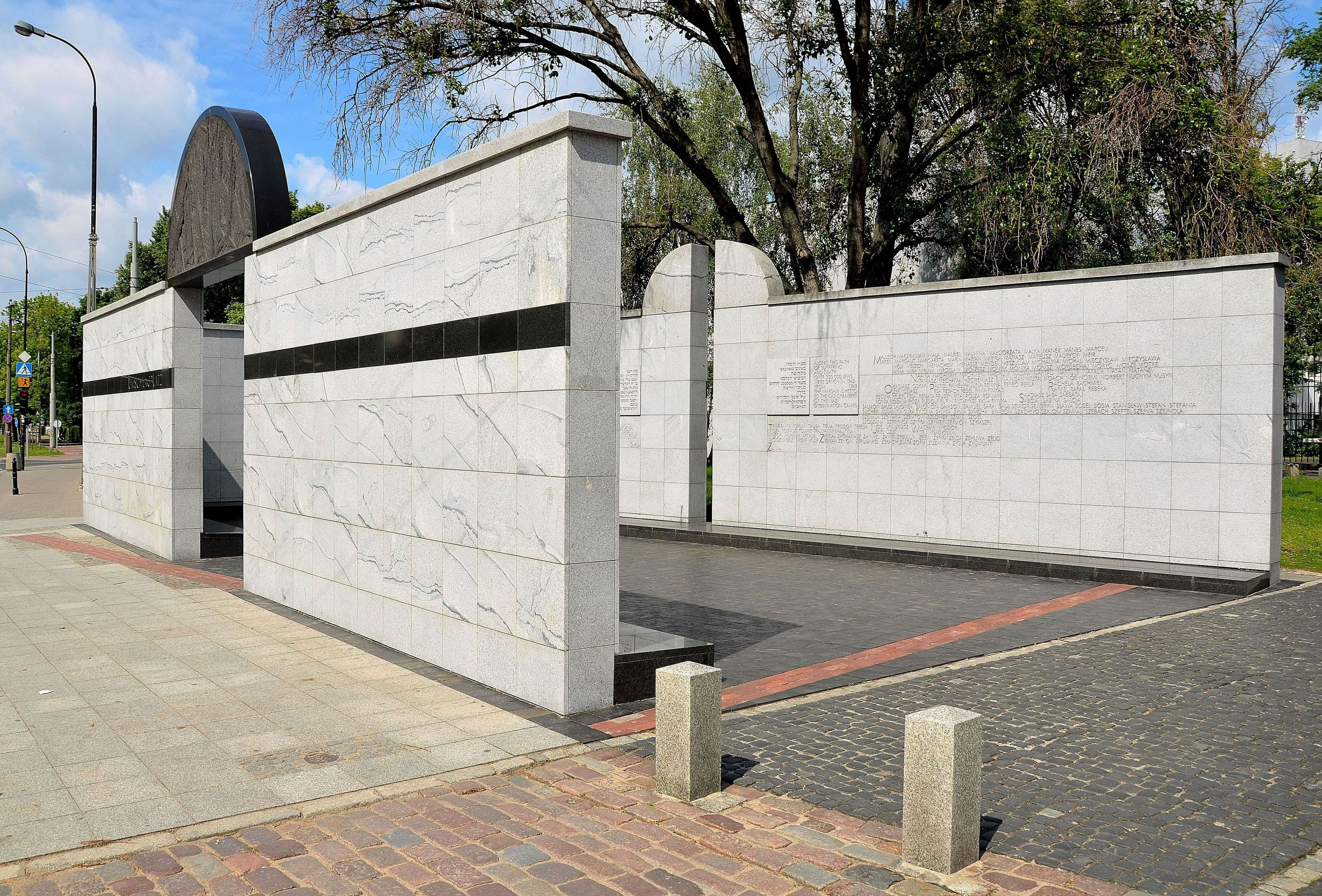
Mury pomnika otaczające z trzech stron fragment dawnego Umschlagplatzu, na pierwszym planie droga śmierci

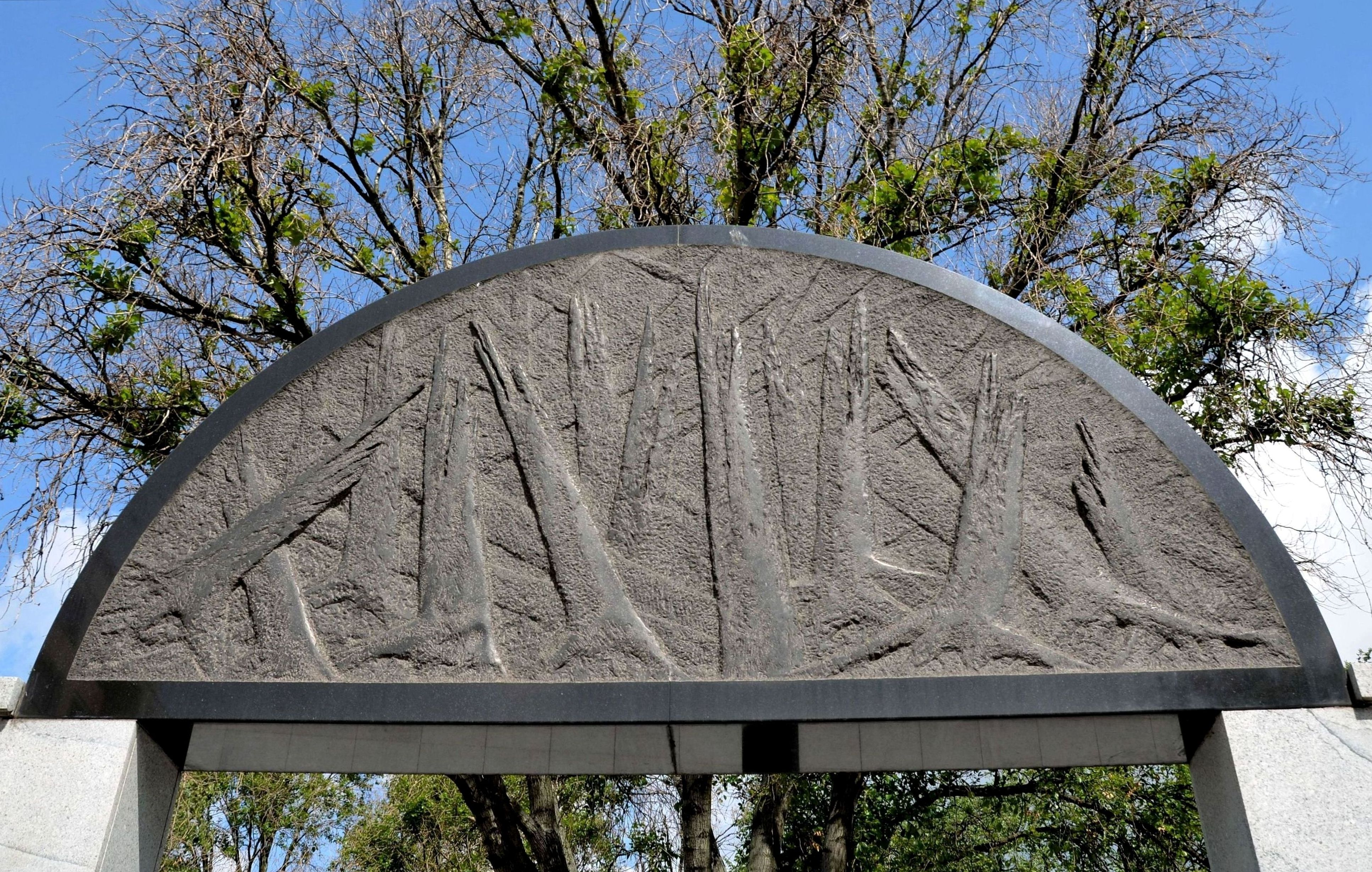
Sjenitowy blok nad wejściem z symbolem strzaskanego lasu

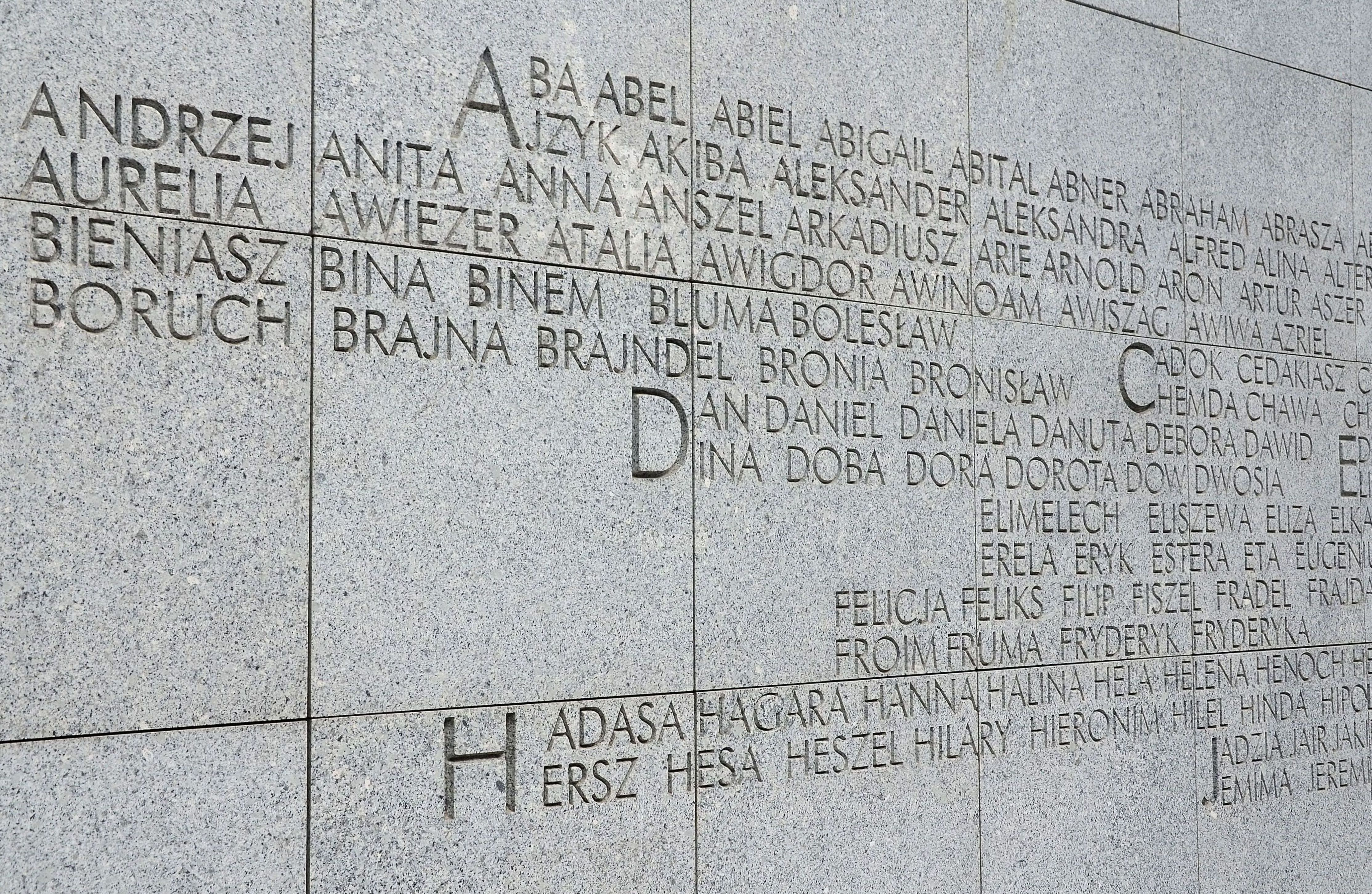
Imiona wyryte na ścianie monumentu

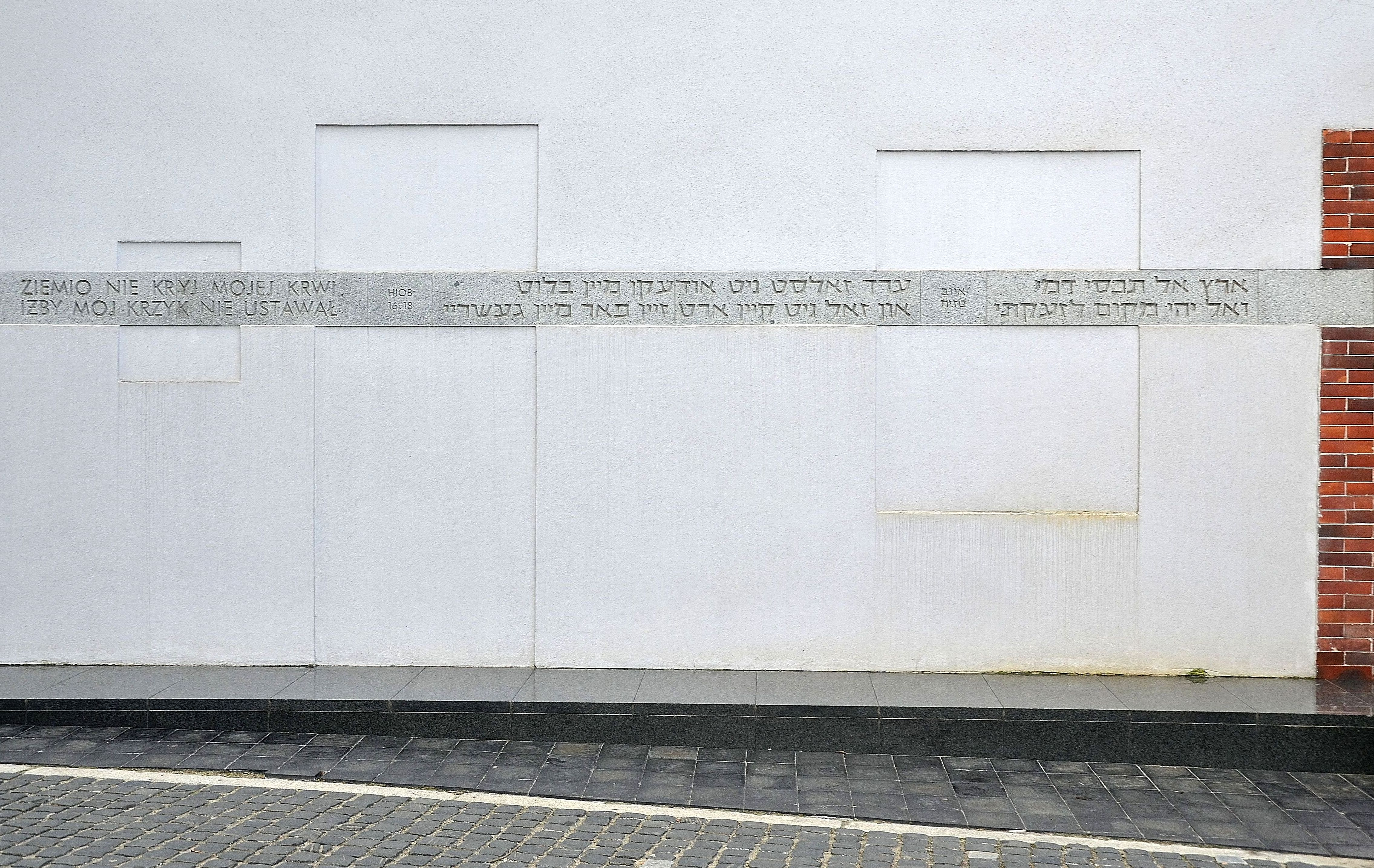
Cytat z Księgi Hioba na bocznej ścianie budynku przecinający kontury okien i drzwi

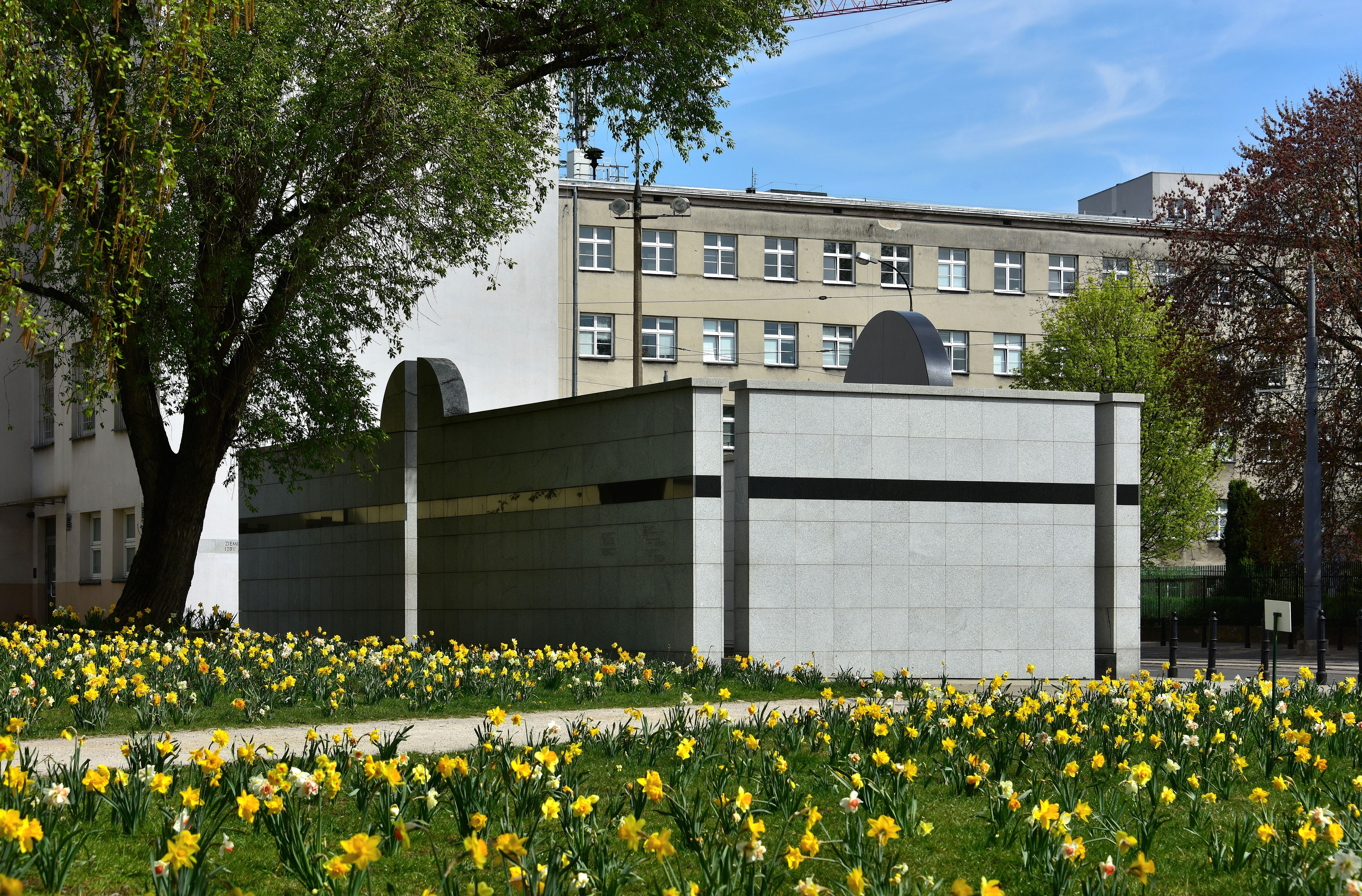
Monument od strony ul. Dzikiej

Pomnik Umschlagplatz, właśc. Mur–Pomnik Umschlagplatz – monument znajdujący się w Warszawie przy ulicy Stawki, na terenie dawnego placu przeładunkowego, skąd w latach 1942–1943 Niemcy wywieźli do obozu zagłady w Treblince oraz obozów w dystrykcie lubelskim ponad 300 tysięcy Żydów z warszawskiego getta.

## Opis
Monument zastąpił pierwsze powojenne upamiętnienie Umschlagplatzu w postaci tablicy z piaskowca projektu Leona Marka Suzina, wmurowanej w 1946 roku w resztki muru otaczającego plac (od strony ulicy Stawki). Widniał na niej napis w językach polskim, hebrajskim i jidysz o treści:

Z tego miejsca w latach 1942 i 1943 hitlerowscy ludobójcy wywieźli na męczeńską śmierć do obozów zagłady setki tysięcy Żydów. Cześć pamięci męczenników i bojowników żydowskich.

Pomnik został odsłonięty 18 kwietnia 1988 w przeddzień 45. rocznicy wybuchu powstania w getcie. Powstał na podstawie projektu Hanny Szmalenberg i Władysława Klamerusa. Ma formę białego czterometrowego muru z czarnym pasem na czołowej ścianie pomnika, co stanowi nawiązanie do kolorów rytualnych szat żydowskich. Otoczona murem przestrzeń na planie prostokąta o wymiarach 20 × 6 metrów symbolizuje otwarty wagon kolejowy. Na wewnętrznej ścianie monumentu w kolejności alfabetycznej – od Aby do Żanny – wyryto 400 najpopularniejszych przed wojną polskich i żydowskich imion. Podkreślają one kilkusetletnie współistnienie w Warszawie obydwu społeczności oraz przenikanie się ich kultur i religii. Każde imię symbolicznie upamiętnia również tysiąc ofiar warszawskiego getta. W centralnej części ściany umieszczono cztery kamienne tablice z napisami w językach: polskim, jidysz, angielskim i hebrajskim o treści:Tą drogą cierpienia i śmierci w latach 1942–1943 z utworzonego w Warszawie getta przeszło do hitlerowskich obozów zagłady ponad 300 tys. Żydów.
Brama na teren upamiętnienia jest zwieńczona półokrągłą czarną tablicą przypominającą macewę, wykutą z bloku sjenitu podarowanego przez rząd i społeczeństwo Szwecji. Umieszczona na nim płaskorzeźba przedstawiająca strzaskany las (w żydowskiej sztuce sepulkralnej złamane drzewo oznacza przedwczesną, gwałtowną śmierć) symbolizuje zagładę narodu żydowskiego. Na osi szerokiej bramy głównej znajduje się również druga brama – wąski pionowy prześwit zwieńczony rozciętą macewą, przez który widoczne jest drzewo, wyrosłe za pomnikiem już po wojnie. Jest ono symbolem nadziei. Osiowe ustawienie dwóch bram ma symbolizować przejście od śmierci do nadziei życia.
Na bocznej ścianie sąsiadującego z upamiętnieniem budynku (przed wojną nr 8, obecnie nr 10) umieszczono cytat z Księgi Hioba w językach polskim, jidysz i hebrajskim: Ziemio nie kryj mojej krwi, iżby mój krzyk nie ustawał (Hi 16, 18). Napisy przecinają kontury dwóch okien i drzwi. Od krawędzi ulicy Stawki, pomiędzy głównym korpusem pomnika a ścianą szkoły, biegnie lekkim skosem droga śmierci, którą na rampę kolejową pędzono Żydów oczekujących na placu na transport do Treblinki. W obrębie upamiętnienia droga została wybrukowana czarną kostką bazaltową.
Na tylnej ścianie pomnika wykuto treść tablicy erekcyjnej oraz nazwiska jego twórców i fundatorów.
Pomnik stanowi zakończenie, odsłoniętego w tym samym dniu, Traktu Pamięci Męczeństwa i Walki Żydów zaczynającego się przy skrzyżowaniu ulic Anielewicza i Zamenhofa, i prowadzącego ulicami Zamenhofa, Dubois i Stawki.
11 czerwca 1999, w czasie swojej siódmej podróży apostolskiej do Polski, modlitwę za naród żydowski odmówił tutaj Jan Paweł II.
W 2002 monument, zachowany fragment placu przeładunkowego oraz obydwa przylegające do niego budynki szkolne (przed wojną Stawki 4/6 i 8, obecnie nr 10) zostały wpisane do rejestru zabytków.
W latach 2007–2008 przeprowadzono generalny remont pomnika, który znajdował się w złym stanie. Płyty z białego marmuru Biała Marianna zastąpiono wtedy okładziną wykonaną z bardziej wytrzymałego na warunki atmosferyczne szarego granitu z Zimnika na Dolnym Śląsku. Zgodnie z projektem Hanny Szmalenberg i Teresy Murak skwer wokół pomnika został przecięty gliniano-żwirową ścieżką, a od skrzyżowania ulic Stawki i Dzikiej w głąb skweru posadzono wąski falujący pas kwitnącego na niebiesko (kolor flagi Izraela) hyzopu.
Dla upamiętnienia ofiar wysiedleń z warszawskiego getta w 1942, od 2012 przy pomniku rozpoczyna się Marsz Pamięci 22 lipca organizowany przez Żydowski Instytut Historyczny.
Na początku stycznia 2025 pomnik został zdewastowany przez nieznanego sprawcę, który na jednej z jego ścian napisał czerwonym sprejem hasło „Warsaw 1943 = Gaza 2025”.